# Franziska Baum
Franziska Baum (* 1982 in Erfurt) ist eine deutsche Politikerin (FDP). Sie war von 2019 bis 2024 Abgeordnete des Thüringer Landtages.

## Leben
Baum studierte in Berlin Informations- und Kommunikationsmanagement. Seit 2017 ist sie Mitglied der FDP. Bei der Landtagswahl in Thüringen 2019 gelang Baum der Einzug als Abgeordnete in den Thüringer Landtag über die FDP-Landesliste.
Bei der Landtagswahl in Thüringen 2024 verpassten die FDP und somit auch Baum den Wiedereinzug in den Thüringer Landtag. Sie hatte dazu auf Platz 4 der Landesliste sowie als Direktkandidatin im Wahlkreis Nordhausen II kandidiert.
Baum ist verheiratet und wohnt in Erfurt.